# Earl of Sandwich
Earl of Sandwich est une franchise de restaurants américaine basée à Orlando, en Floride aux États-Unis. Elle a été fondée en 2004 par John Montagu (11e comte de Sandwich), son plus jeune fils Orlando Montagu, et l'homme d'affaires Robert Earl, fondateur de Planet Hollywood .

## Histoire
Earl of Sandwich est une idée d'Orlando Montagu, le fils cadet du 11e comte de Sandwich . Lui et son père sont les descendants directs du 4e comte de Sandwich, qui a popularisé le sandwich en Grande-Bretagne et en Irlande au XVIIIe siècle.
Le premier restaurant a ouvert ses portes le 19 mars 2004, situé à Downtown Disney (maintenant connu sous le nom de Disney Springs) au sein du complexe de Walt Disney World Resort dans la banlieue d'Orlando en Floride. Earl of Sandwich a des projets de franchise aux États-Unis et au Royaume-Uni.
La première franchise Earl of Sandwich a ouvert ses portes à Sugar Land, au Texas, et appartient à un groupe d'investissement qui comprend Nolan Ryan et Roger Clemens .  D'autres emplacements ont ouvert depuis, dans divers états des États-Unis dont le Planet Hollywood Resort and Casino à Las Vegas.
Le premier restaurant Earl of Sandwich en dehors des États-Unis a ouvert le 18 avril 2011 à Londres, mais a fermé le 28 février 2014[réf. nécessaire]. La chaîne s'est depuis étendue au Disney Village à Disneyland Paris, en plus d'un emplacement à Winnipeg, Canada et deux aux Philippines.